# Abdul Satar Dada
 (février 2023).
Pour les articles homonymes, voir Dada (homonymie).
Abdul Satar Dada est une grande fortune botswanaise présente dans différents secteurs d'activité.

## Biographie

### Carrière
Abdul Satar Dada est probablement l'homme d'affaires le plus populaire du Botswana. 
Il est le fondateur d'Associated Investment Development Corporation (AIDC), un conglomérat ayant des intérêts dans les concessions automobiles, l'imprimerie et l'édition, la fabrication d'acier, l'immobilier, l'agro-industrie et les télécommunications. Entre autres choses, AIDC est l'actionnaire majoritaire de Tswana Pride, l'entreprise avicole dominante du Botswana.
Abdul Satar Dada, réputé proche soutien du président Mokgweetsi Masisi, possède une fortune globale estimée à 50 milliards de dollars américains.